# درخشان‌ماهی سفید
درخشان‌ماهی سفید (نام علمی: Luxilus albeolus) یک ماهی پرتوباله آب شیرین از خانواده کپورماهیان، کپورها و مینوها است. این ماهی در شیب اقیانوس اطلس از سیستم رودخانه Chowan در ویرجینیا تا زهکشی رودخانه کیپ ترس در کارولینای شمالی تا زهکشی رودخانه جدید در ویرجینیای غربی، ویرجینیا و کارولینای شمالی یافت می‌شود. زیستگاه ترجیحی آن استخرهای صخره‌ای و شنی و سرچشمه‌ها، نهرها و رودخانه‌های کوچک است.